# Andrei Malahov
Andrei Malahov (rusă Андре́й Никола́евич Мала́хов; n. 11 ianuarie 1972) este un actor, jurnalist, showman și prezentator TV/radio rus. El a fost prezentator al emisiunii ″Pusti Govoriat″ (română Lasă-i să vorbească) de la Pervîi Kanal, acum a trecut la Russia-1, unde prezintă ″Andrei Malahov. În direct″.  De asemenea, Andrei este și redactor principal al revistei «StarHit».

## Eurovision
În mai 2009, Malahov a prezentat semifinala Eurovision 2009 împreună cu modelul rus Natalia Vodianova.

## Viața personală
În iunie 2011, Malahov s-a căsătorit cu Natalia Victorovna Șkuliova (n. 31 mai 1980), o publicistă a revistei Elle (ediția rusă). Ei s-au căsătorit la Palatul Versailles.

## Cărți scrise
- 2006 — Мои любимые блондинки (Moi liubimîe blondinki; română Blondele mele iubite). ISBN 5-699-19786-9
- 2009 — Моя вторая половинка (Moia vtoraia polovinka; română A doua jumătate a mea). ISBN 978-5-699-36186-1